# Emil Erlenmeyer
Pour les articles homonymes, voir Erlenmeyer.
Emil Erlenmeyer, de son nom complet Richard August Carl Emil Erlenmeyer (28 juin 1825, Taunusstein-Wehen - 22 janvier 1909), est un chimiste allemand.
Il est d'abord pharmacien quelques années, après avoir suivi des études de médecine.
Il a donné son nom à l'erlenmeyer, un récipient très utilisé en verrerie de laboratoire.

## Biographie
Il étudie à Giessen sous la direction de Justus von Liebig, et à Heidelberg sous la direction de Friedrich Kekulé et Leopold Gmelin. Il achète une pharmacie à Wiesbaden, tout en travaillant en 1855 sous la direction de Robert Bunsen avec une thèse sur la chimie des engrais minéraux. Il devient privat-docent (enseignant indépendant non rémunéré) en 1857, puis professeur à Heidelberg en 1863. Erlenmeyer est professeur de chimie à l'École polytechnique de Munich de 1868 à 1883. En 1873, il est membre de l'Académie des sciences de Bavière, dont il devient vice-président en 1874, puis président de la Société allemande de chimie (de) en 1884. De 1877 à 1880, Erlenmeyer est également directeur de l'École polytechnique de Munich.

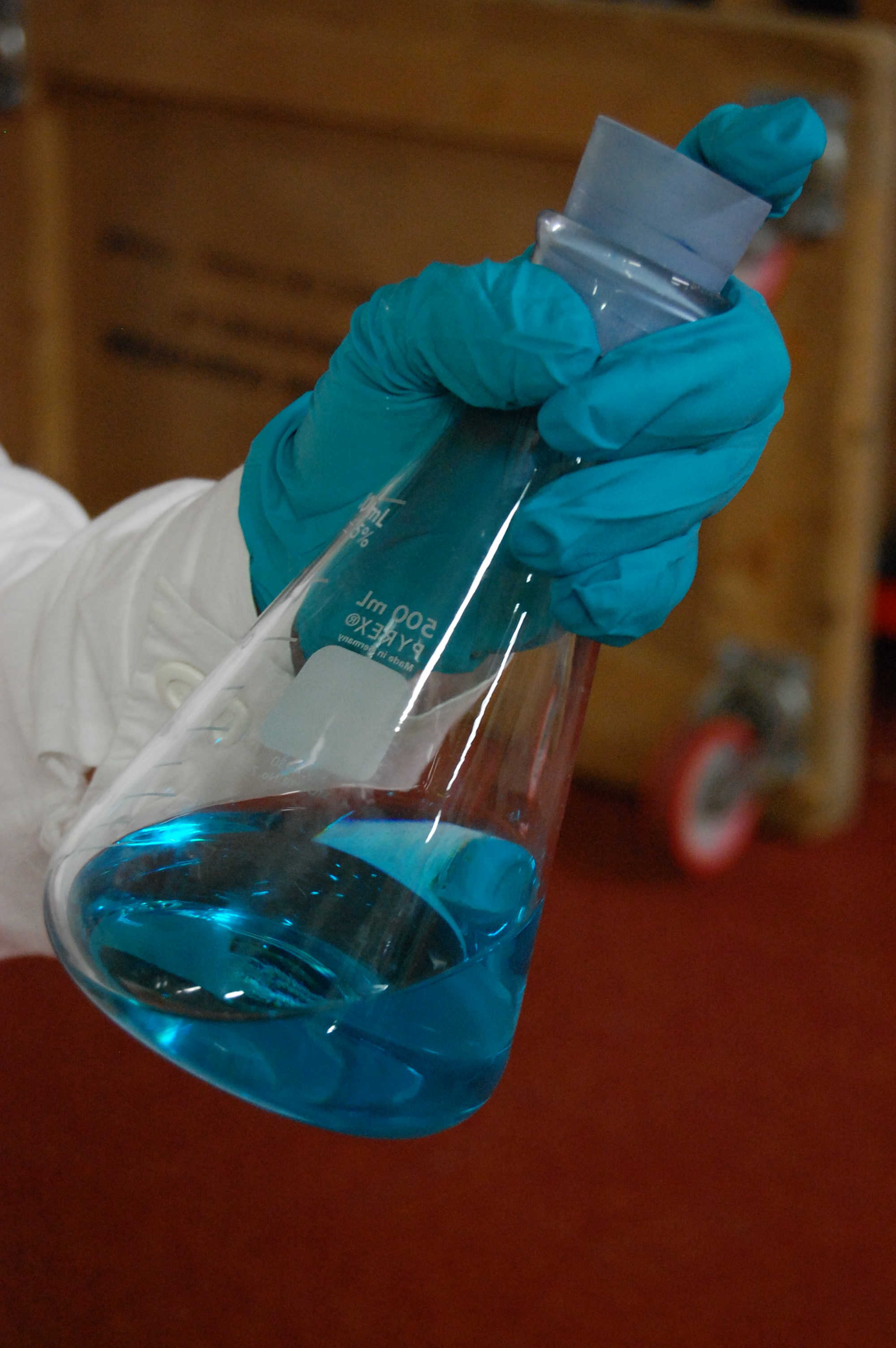
Une fiole erlenmeyer de 500 mL

Son travail expérimental lui permet de découvrir et de synthétiser plusieurs composés organiques (par exemple l'acide isobutyrique en 1865). En 1861, il invente la fiole conique qui porte son nom.
Parmi les premiers à adopter les formules structurelles basées sur les valences, il propose la formule moderne du naphtalène pour deux cycles de benzène ayant deux carbones en commun, ainsi que celle de la guanidine et de la tyrosine.
En 1880 il formule la règle d'Erlenmeyer, qui affirme la tautomérie céto-énolique : tous les alcools dont le groupe hydroxyle est lié directement à un carbone lié à un autre carbone par une liaison double deviennent des aldéhydes ou des cétones.
En 1883, il doit arrêter son travail académique pour des raisons de santé, mais il continue de travailler en tant que consultant. Il meurt à Aschaffenbourg en 1909.